# LAME
LAME este un codec gratuit folosit la compresarea fișierelor audio în formatul lossy MP3.

## Istoric
Numele LAME este un acronim pentru „Lame Ain't an MP3 Encoder”. În anul 1998, Mike Cheng a creat LAME 1.0 ca un set de modificări față de codul sursă al encoder-ului „8Hz-MP3”. După ce mai multe persoane au fost îngrijorate din cauza calității, Mike a decis să reînceapă proiectul de la zero bazându-se pe sursa de referință a software-ului MPEG „dist10”. Scopul lui a fost de a îmbunătăți sursa dist10, lăsând calitatea neatinsă. Acea ramură a programului a devenit LAME 2.0. Proiectul a devenit repede unul de echipă. Ulterior, Mike Cheng a părăsit funcția de conducător al proiectului și a început tooLAME (un encoder pentru MP2).